# 伊本·海什木
阿布·阿里·哈桑·伊本·哈桑·伊本·海什木（阿拉伯語：‎أبو علي، الحسن بن الحسن بن الهيثم，羅馬化：Abū ʿAlī al-Ḥasan ibn al-Ḥasan ibn al-Haytham，965年—1040年），一般简称伊本·海什木（阿拉伯語：ابن الهيثم），是伊斯兰黄金时代的中世纪数学家、天文学家和物理学家。欧洲人称之为海桑（又译哈金）。他有大量著作和被现代科学证明了的科学发现，尤其在光学研究方面有突出成就，被誉为“现代光学之父”。他最具影响力的著作是《光学书》（Kitāb al-Manāẓir，阿拉伯语：كتاب المناظر），该书写于1011至1021年，现存有拉丁文版。海什木的作品在科学革命期间被艾萨克·牛顿、约翰内斯·开普勒、克里斯蒂安·惠更斯和伽利略等人频繁引用。
伊本·海什木是首位正确解释视觉理论的人，并提出视觉发生在大脑中，指出视觉是主观的，受到个人经验的影响。他还阐述了折射的最短时间原理，这一原理后来成为费马原理。他在反射、折射以及光线形成的图像性质的研究中，对镜面光学和透镜光学做出了重大贡献。伊本·海什木还是早期支持假设必须通过可验证的实验或数学推理来支持的科学方法论的倡导者—他被认为是科学方法的先驱，比文艺复兴时期的科学家早了五个世纪。他有时被称为“世界上第一个真正的科学家”。他也是一位博学多才的学者，涉猎哲学、神学和医学等领域。

## 生平
伊本·海什木出生于965年7月1日（伊斯兰历354年）在伊拉克的巴士拉城。被认为是在不同学科都有杰出的成绩，如数学、天文学、医学等等，他早期学习工程，读希腊科学的书，和关于安达卢西亚学说的精华，接收并发展了这些学说。当时的埃及哈里发召集他参与控制尼罗河泛滥的工程，但是经过他的研究发现那是不可能实现的，从而招致哈里发非常愤怒。于是海什木就以装疯的方式避免了严重惩罚，转而被软禁，直到哈里发1021年死去。在此期间他完成了大量重要的数学论文。

## 科学成就

### 光学理论
古典时期流行着两种关于视觉的主要理论。 第一个理论，即发射理论，得到了欧几里得和托勒密等思想家的支持，他们认为视觉是通过眼睛发射光线来实现的。 第二种理论，即亚里士多德及其追随者支持的引入理论，认为物理形式是从物体进入眼睛的。 以前的伊斯兰作家（例如金迪）主要是根据欧几里得学派、盖伦学派或亚里士多德学派的观点进行争论。 对《光学之书》影响最大的是托勒密的《光学》，而对眼睛的解剖学和生理学的描述则基于盖伦的叙述。伊本·海什木的成就是提出了一种理论，成功地将欧几里得的数学射线论证、盖伦的医学传统和亚里士多德的引入理论部分结合起来。 伊本·海什木的引入理论追随了金迪（并与亚里士多德决裂），断言“从每个有色物体的每个点，受到任何光的照射，都会沿着从该点画出的每条直线发出光和颜色”。这给他留下了解释如何从许多独立的辐射源形成相干图像的问题； 特别是物体的每个点都会向眼睛的每个点发送光线。
伊本·海什木需要的是物体上的每个点仅对应于眼睛上的一个点。他试图通过断言眼睛只会感知到来自物体的垂直光线来解决这个问题——对于眼睛上的任何一点，只有直接到达该点的光线才会被感知，而不会被眼睛的任何其他部分折射。 他用物理类比来论证，垂直光线比倾斜光线更强：就像直接扔向木板的球可能会打破木板，而倾斜地扔向木板的球会擦过一样，垂直光线更强 与折射光线相比，眼睛只能看到垂直光线。 由于任意一点只有一条垂直光线进入眼睛，而所有这些光线都会以圆锥体的形式汇聚在眼睛的中心，这使得他解决了物体上的每个点向眼睛发出多条光线的问题。 如果只有垂直光线重要，那么他就有了一对一的对应关系，并且可以解决混乱。他后来断言（在《光学》第七册中）其他光线会通过眼睛折射并被感知为垂直的。他关于垂直光线的论点并没有清楚地解释为什么只能感知到垂直光线； 为什么较弱的倾斜光线不会被感知得更弱？他后来关于折射光线将被感知为垂直的论点似乎没有说服力。然而，尽管存在缺陷，但当时没有其他理论如此全面，并且影响力巨大，特别是在西欧。 他的《光学之书》直接或间接地激发了13-17世纪光学领域的许多活动。 开普勒后来的视网膜图像理论（解决了物体上的点与眼睛中的点的对应问题）直接建立在伊本·海什木的概念框架上。
伊本·海什木通过实验证明光是沿直线传播的，并用透镜、镜子、折射和反射进行了各种实验。他对反射和折射的分析分别考虑了光线的垂直和水平分量。
伊本·海什木曾研究了视觉过程、眼睛的结构、眼睛中的图像形成和视觉系统。 伊恩·P·霍华德 (Ian P. Howard) 在 1996 年发表的《感知》文章中指出，伊本·海什木的许多发现和理论都有助于西欧人在几个世纪后撰写的著作。 例如，他描述了 19 世纪的赫林平等神经支配定律。 他比阿吉洛尼乌斯早 600 年写了一篇关于垂直双眼视差的描述，实际上比阿吉洛尼乌斯的定义更接近现代定义，并且帕努姆在 1858 年重复了他关于双眼视差的工作。克雷格·阿恩-斯托克代尔（Craig Aaen-Stockdale）虽然同意伊本·海什木在许多进步方面取得了进展，但也表达了一些谨慎的态度，特别是在将伊本·海什木与托勒密分开考虑时，伊本·海什木曾与托勒密非常熟悉。 伊本·海什木纠正了托勒密关于双眼视觉的一个重大错误，但除此之外他的描述非常相似； 托勒密还试图解释现在所谓的赫林定律。总的来说，伊本·海什木曾建立并扩展了托勒密的光学。

## 流行文化
米哈游发行的开放世界游戏《原神》中的可操控人物艾尔海森以海什木作为原型。

## 扩展阅读

### 主要文献
- Sabra, A. I., ed., , Kuwait: National Council for Culture, Arts and Letters, 1983
- Sabra, A. I., ed., , Kuwait: The National Council for Culture, Arts and Letters, 2002
- Sabra, A. I., trans., , Studies of the Warburg Institute, vol. 40, London: The Warburg Institute, University of London, 1989, ISBN 0-85481-072-2, OCLC 165564751、65564771、180528350、180528355、180528359、21530166、230045836、24910015、59836570
- Smith, A. Mark, ed. and trans.,  写于Philadelphia, , Transactions of the American Philosophical Society (Philadelphia: American Philosophical Society), 2001, 91 (4-5), ISBN 0-87169-914-1, OCLC 47168716
- Smith, A. Mark, ed. and trans., , Transactions of the American Philosophical Society (Philadelphia: American Philosophical Soc.), 2006, 96 (2–3), ISBN 0-87169-962-1, OCLC 123464885、185359947、185359957、219328717、219328739、70078653

### 其他文献
- Graham, Mark. How Islam Created the Modern World. Amana Publications, 2006.
- Omar, Saleh Beshara, , PhD Dissertation, University of Chicago, Department of Near Eastern Languages and Civilizations, June 1975
- Saliba, George, , MIT Press, 2007, ISBN 0-262-19557-7
- Belting, Hans, Afterthoughts on Alhazen’s Visual Theory and Its Presence in the Pictorial Theory of Western Perspective, in: Variantology 4. On Deep Time Relations of Arts, Sciences and Technologies In the Arabic-Islamic World and Beyond, ed. by Siegfried Zielinski and Eckhard Fürlus in cooperation with Daniel Irrgang and Franziska Latell (Cologne: Verlag der Buchhandlung Walther König, 2010), pp. 19–42.
- Siegfried Zielinski & Franziska Latell, How One Sees, in: Variantology 4. On Deep Time Relations of Arts, Sciences and Technologies In the Arabic-Islamic World and Beyond, ed. by Siegfried Zielinski and Eckhard Fürlus in cooperation with Daniel Irrgang and Franziska Latell (Cologne: Verlag der Buchhandlung Walther König, 2010), pp. 19–42.